# Baseball Stars (film)
Baseball Stars è un cortometraggio muto del 1914. Il nome del regista non viene riportato nei credit del film, un documentario sul baseball.

## Trama
Una partita di baseball tra una squadra femminile e una di cinesi.

## Produzione
Il film fu prodotto dalla Vitagraph Company of America.

## Distribuzione
Distribuito dalla General Film Company, il film - un cortometraggio di cento metri - uscì nelle sale cinematografiche statunitensi il 15 gennaio 1914. Nelle proiezioni, veniva programmato con il sistema dello split reel, accorpato in un'unica bobina con un altro cortometraggio prodotto dalla Vitagraph, il drammatico The Brute.